# 闇に蠢く
『闇に蠢く』（やみにうごめく）は、江戸川乱歩の長編探偵小説（ないし怪奇小説）。江戸川乱歩の初めての長編小説、かつ雑誌連載小説である。

## 概要
『苦楽』（プラトン社）1926年（大正15年）1月号から11月号まで連載された（4月号と9月号は休載）が、完結しないまま中断された。翌1927年（昭和2年）10月、『現代大衆文学全集 第三巻 江戸川乱歩集』（平凡社）に収録された際に、結末（第32章 - 第34章）が加筆されて完結した。なお、これに先行して、1927年5月に波屋書房の世界探偵文芸叢書第6編『闇に蠢く』として刊行されている。
乱歩は当初、「どんな筋になってもふさわしいような題」として『暗闇に蠢くもの』という仮題をつけていたが、第一回の原稿を渡す直前に、「どうも長すぎる」として『闇に蠢く』と改題した。連載前の予告では「新しき探偵小説の作家江戸川乱歩氏が自ら奇絶怪絶の変態的興味と称する一ケ年連載の探偵長篇『暗闇に蠢くもの』」と喧伝されたが、連載時の角書は「長篇怪奇小説」となっていた。
乱歩自身は「最初筋の浮ばぬ苦しまぎれに、終りまで筋らしい筋のない、ただ私の好みの変な味で押し通して往く様なものにする積りであった。それが力量の乏しさに押通し得ず、仕方なく筋みたいなものをつけ始め、一層抜き差しならぬことになってしまった形であった」と回顧している。
後半に登場するカニバリズムの場面は、ジュール・ヴェルヌの『生き残り日記』（安藤鶴城訳）に影響を受けたものという。

## あらすじ
冒頭で、この小説は「私」が書いたものではなく、「私」が10年ほど前に偶然入手した、「御納戸色」（おなんどいろ）という正体不明の人物の書いた原稿であることが語られている。
洋画家の野崎三郎は、恋人で踊り子のお蝶を連れて、二人で長野県S温泉の籾山ホテルに赴く。このホテルにはトルコ風呂が備えられており、ホテルの主人がそこで三助の真似事をしていることで、一部では有名であった。ところが、お蝶は誰かに追われているかのような奇妙なそぶりを見せる。ホテルの近くの森で、三郎と隠れん坊遊びをしていたお蝶は、突然、底無し沼の近くで姿を消してしまう。
二人がS温泉を訪れる少し前のこと、浅草をさまよっていた貧乏画家の植村喜八は、浅草六区の見世物小屋の踊り子であった胡蝶が、ある男に追われているのに出くわし、匿って逃した。好奇心にかられた喜八は、胡蝶を追っていた男に会って話を聞く。彼は胡蝶の夫だという。
知人を通じてお蝶の身元調べをしていた三郎は、お蝶が「胡蝶」という芸名の踊り子であり、旧友の喜八が事情を知っていることを伝えられる。やがて喜八は自らもS温泉にやって来るが、お蝶が失踪した日にホテルにやってきた、進藤という男の顔を見て驚く。進藤こそ、浅草で胡蝶を追っていた男なのだった。
三郎と喜八は、進藤がお蝶を殺したのではないか、と疑い、底無し沼を調べようとするが、そこに、人間とも動物ともつかない黒い怪物が姿を見せる。二人に追われた怪物は、洞窟の中に逃げ込む。二人も洞窟に飛び込むが、怪物の手によって洞窟に閉じ込められてしまう。
しばらくして、進藤が洞窟内に突き落とされてきた。洞窟の中には数多くの人骨が転がり、さらに籾山ホテルの主人の妻の遺体があった。
進藤は、黒い怪物の正体はホテルの主人だと主張し、自分と主人との関係と、二人の恐るべき過去を三郎と喜八に語る。進藤はかつて船乗りであったが、あるとき乗っていた船が遭難し、荷主とチーフメート（一等航海士）、コックとの四人で、ボートで漂流する羽目になった。その際、彼らは飢えに苦しむあまり、チーフメートを殺害してその肉を食べたのである。コックもその後に死んだが、その肉を食べる前に彼らは救助された。そのときの荷主こそ、籾山ホテルの主人だったのである。彼は人肉の味が忘れられず、山奥にホテルを作り、トルコ風呂を作って魅力的な身体の持ち主を物色し、殺して食べていたのだという。

## 登場人物
御納戸色（おなんどいろ）
小説『闇に蠢く』の作者である正体不明の人物。「御納戸色」は鼠色がかった藍色のことだが、コナン・ドイルとかけたものと思われる。なお、乱歩の自作ではない、という設定になっている理由や、「御納戸色」の正体については、作中では特に説明されていない。
野崎三郎（のざき さぶろう）
生まれついてのボヘミアン。画学校の卒業生で洋画家を自称しているが、実際に作品を完成まで仕上げたことは一度もない。両親と二人の兄はすでに死去しており、彼等の残した財産によって生活している。性欲と食欲については変質者の気がある。
名前は、乱歩の鳥羽造船所時代の同僚の名前をそのまま流用したもので、『蜘蛛男』にも同じ名前の人物が登場する。
お蝶（おちょう）／胡蝶（こちょう）
元踊り子。芸名は胡蝶。「印度人」のあだ名を持つ。一般的な意味での美人ではないが、言い知れぬ魅力を持つ。
「胡蝶」は当初は「孤蝶」と表記されていたが、馬場孤蝶を連想させるためか、連載中に変更された。
籾山ホテルの主人
肥え太った50男。ホテルのオーナーでありながら、自分の経営するホテルのトルコ風呂で、三助の真似事をしている。異常な食欲の持ち主で、暇さえあれば得体の知れない食料品を瓶詰からつまみ出しては口に入れている。
進藤（しんどう）
お蝶が失踪した日にS温泉にやってきた唯一の人物。ホテルの主人の旧友で、お蝶の夫だと称している。
植村喜八（うえむら きはち）
売れない画家で、野崎三郎の同窓の旧友。浅草公園で浮浪者同然の生活をしている。好奇心の強い探偵趣味の持ち主。

## 書誌
- 『世界探偵文芸叢書 6 闇に蠢く』（波屋書房、1927年）
- 『現代大衆文学全集 第3巻 江戸川乱歩集』（平凡社、1927年）
- 『江戸川乱歩全集 第3巻 闇に蠢く』（平凡社、1932年）
- 『乱歩傑作選集 第六巻 闇に蠢めく』（平凡社、1935年5月） NDLJP:1170915 - 扉では「闇に蠢めく」となっているが、目次・本文では「闇に蠢く」。
- 『闇に蠢く』（オール・ロマンス社、1947年）
- 『闇に蠢く』（白夜書房、1948年）
- 『江戸川乱歩全集 14』（春陽堂、1961年）
- 『江戸川乱歩全集 4 魔術師 闇に蠢く』（桃源社、1961年）
- 『江戸川乱歩全集 1 屋根裏の散歩者』（講談社、1969年）
- 『江戸川乱歩シリーズ 1 闇に蠢く』（講談社、1972年）
- 『江戸川乱歩長編全集 16 暗黒星・闇に蠢く』（春陽堂書店〈春陽文庫〉、1972年）
- 『江戸川乱歩全集 2 人間椅子』（講談社、1979年）
- 『江戸川乱歩推理文庫 3 湖畔亭事件』（講談社、1988年）
- 『江戸川乱歩全集 第2巻 パノラマ島綺譚』（光文社〈光文社文庫〉、2004年8月）
- 『江戸川乱歩全集 4 魔術師 闇に蠢く』（沖積舎、2007年7月） ISBN 978-4-8060-6632-3 - 桃源社版全集の復刻。
- 『盲獣』（バジリコ、2016年1月） ISBN 978-4-86238-226-9